# Конопелька (село)
Конопе́лька — село в Україні, у Луцькому районі Волинської області. Входить до складу Ківерцівської міської громади. Населення становить 50 осіб.
19 липня 2020 року, в результаті адміністративно-територіальної реформи та ліквідації Ківерцівського району, село увійшло до складу Луцького району.

## Географія
Селом протікає річка Конопелька.

## Населення
Згідно з переписом УРСР 1989 року чисельність наявного населення села становила 94 особи, з яких 40 чоловіків та 54 жінки.
За переписом населення України 2001 року в селі мешкала 71 особа.

### Мова
Розподіл населення за рідною мовою за даними перепису 2001 року:
| Мова       | Відсоток |
| ---------- | -------- |
| українська | 98,63 %  |
| російська  | 1,37 %   |